# Puente de hilo

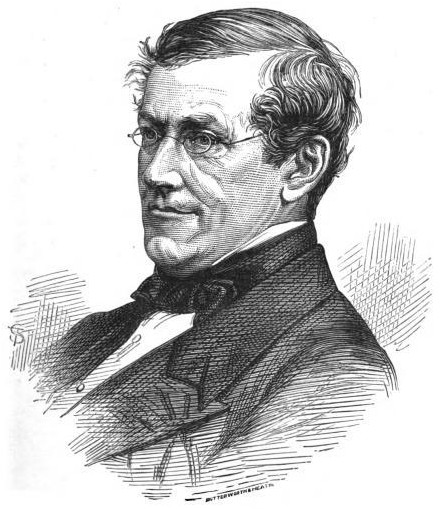
Wheatstone Charles.

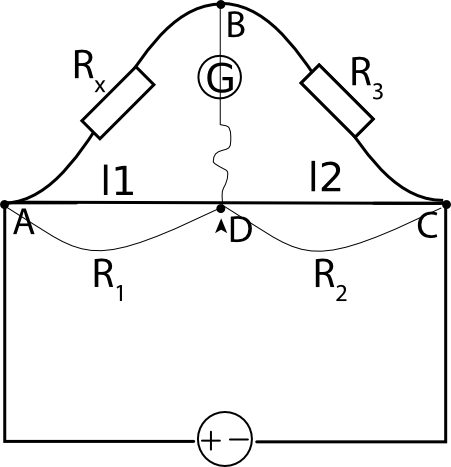
Figura 1.

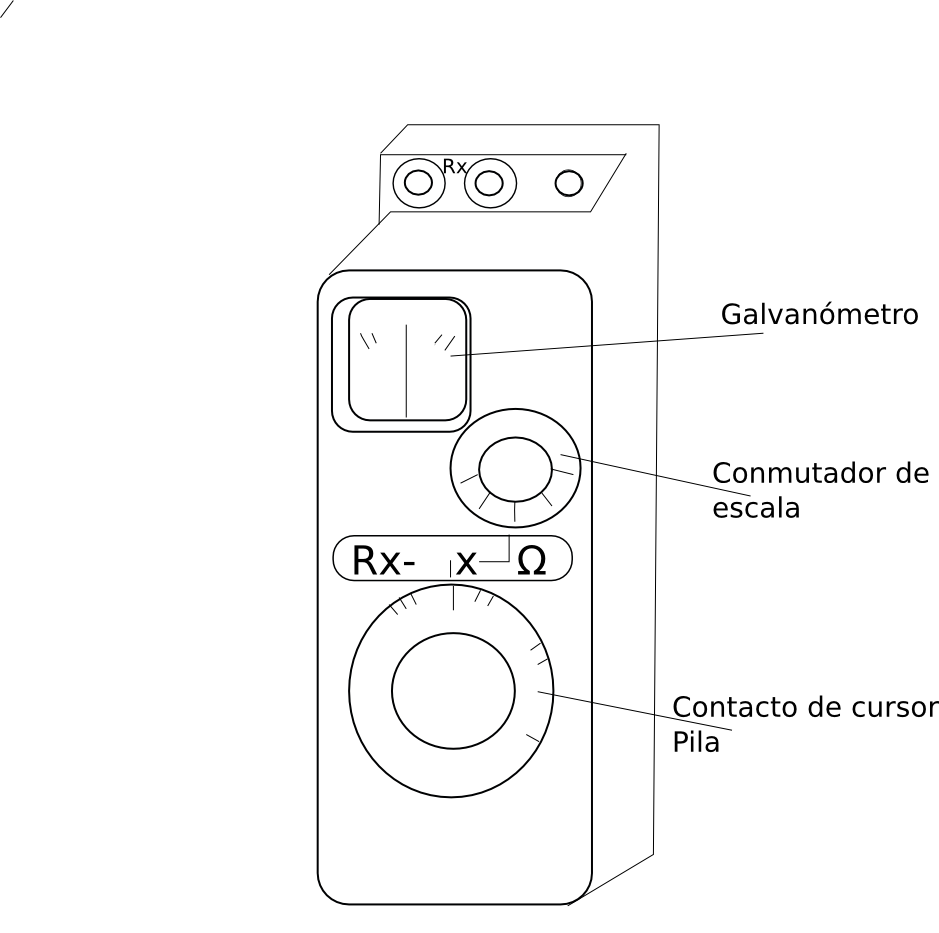
Figura 2.

El puente de hilo es un instrumento de gran precisión que puede operar en corriente continua o corriente alterna y permite la medida tanto de resistencias óhmicas como de sus equivalentes en circuitos de corriente alterna en los que existen otros elementos como impedancias inductivas e impedancias capacitivas.
El puente de hilo y cursor, slide-wire bridge, es un puente de Wheatstone simplificado en el que la relación de resistencias se determina por la posición de un cursor sobre un hilo de resistencia. Dos de las resistencias han sido sustituidas por un hilo conductor tenso de sección constante.
Al apoyar el cursor conectado al amperímetro, el alambre queda dividido en dos resistencias de valor R1 = D l1 / s y R2 = D l2 / s, donde D es la resistividad del alambre, s su sección transversal y L la longitud total del alambre; l2 = L - l1.
Se dice que el puente está equilibrado cuando la diferencia de potencial entre los puntos B y D es nula. En este momento no circulará corriente por el galvanómetro intercalado entre estos. 

## Principio de funcionamiento
La medición está basada en la aplicación de la conexión puente representada en la Figura1. Las resistencias Rx y R3 se encuentran en uno de los brazos, R1 y R2 en el otro; estas últimas están constituidas por unas determinadas longitudes de cable especial, constantan, por ejemplo. Se desplaza un cursor sobre estos cables hasta que el galvanómetro señale 0, lo cual indica que no hay ninguna intensidad en el puente B-D.
Se tienen entonces las siguientes razones:
{\displaystyle {\frac {R_{x}}{R_{1}}}={\frac {R_{3}}{R_{2}}}}
de donde
{\displaystyle R_{x}={\frac {R_{1}\times R_{3}}{R_{2}}}}

R1 y R2 son proporcionales a las longitudes de cable l1 y l2, por lo que:
{\displaystyle {\frac {R_{1}}{R_{2}}}={\frac {l_{1}}{l_{2}}}}
de donde
{\displaystyle R_{x}={\frac {R_{3}\times l_{1}}{l_{2}}}}

Como R3 es conocida, la resistencia Rx se obtiene midiendo las dos longitudes.
En la práctica, el cable del puente de medida está enrollado en espiral y la razón l1 : l2 se lee directamente según la posición del cursor (Figura 2). Se multiplica entonces este valor por el valor conocido de Rx, que puede ajustarse a 0,1Ω , 1Ω , o 100Ω , eligiéndose de entre éstos el más próximo a Rx.
La sensibilidad del puente de Wheatstone depende de los elementos que lo componen, pero es fácil que permita determinar valores de resistencias con una incertidumbre dentro de las décimas de ohmio.
A la salida del puente (en la Figura 1, donde está el galvanómetro) suele colocarse un amplificador.